# Décès en avril 1994
Décès
- 1990
- 1991
- 1992
- 1993
- 1994
- 1995
- 1996
- 1997
- 1998

Pour une information complémentaire, voir la page d'aide.

| Date      | Nom                    | Activités                                                               | Âge | Source |
| --------- | ---------------------- | ----------------------------------------------------------------------- | --- | ------ |
| 1er avril | Robert Doisneau        | Photographe français                                                    | 81  |        |
| 2 avril   | Edward Vissers         | Coureur cycliste belge                                                  | 81  |        |
| 5 avril   | Kurt Cobain            | Chanteur et leader du groupe Nirvana                                    | 27  |        |
| 6 avril   | Cyprien Ntaryamira     | Président du Burundi                                                    | 39  |        |
| 6 avril   | Juvénal Habyarimana    | Président du Rwanda                                                     | 57  |        |
| 7 avril   | Ștefan Dobay           | footballeur international roumain devenu entraîneur                     | 84  |        |
| 7 avril   | Agathe Uwilingiyimana  | Premier ministre du Rwanda                                              | 40  |        |
| 7 avril   | Golo Mann              | Historien, écrivain et philosophe allemand                              | 85  |        |
| 7 avril   | Luc Peire              | Peintre et graveur belge                                                | 77  |        |
| 7 avril   | François de Grossouvre | Conseiller de François Mitterrand trouvé mort à l'Élysée                | 76  |        |
| 11 avril  | Wesley Barry           | Acteur, réalisateur et producteur américain                             | 86  | (en)   |
| 11 avril  | Robert Rocca           | Chansonnier français                                                    | 81  |        |
| 11 avril  | Justine Sergent        | Neuropsychologue canadienne                                             | 44  |        |
| 12 avril  | Jean Joyet             | Peintre, graveur, lithographe et sculpteur français de l'École de Paris | 74  |        |
| 15 avril  | John Curry             | Patineur artistique britannique                                         | 44  |        |
| 15 avril  | Raymond Moisset        | Peintre expressionniste français de l'École de Paris                    | 87  |        |
| 16 avril  | Édith Berger           | Peintre française                                                       | 93  |        |
| 18 avril  | Dener Augusto de Sousa | Footballeur international brésilien                                     | 23  |        |
| 20 avril  | Jean Carmet            | Acteur et scénariste français                                           | 73  |        |
| 21 avril  | Edmond Keossaian       | Réalisateur arménien                                                    | 57  |        |
| 22 avril  | Richard Nixon          | Homme d'État américain                                                  | 81  |        |
| 23 avril  | Cécile Dreesmann       | artiste textile néerlandaise                                            | 74  |        |
| 23 avril  | Marcel Montarron       | journaliste français                                                    | 91  |        |
| 24 avril  | Alighiero Boetti       | Peintre, sculpteur et plasticien italien                                | 63  |        |
| 25 avril  | Giovanni Pettinati     | Coureur cycliste italien                                                | 68  |        |
| 30 avril  | Roland Ratzenberger    | Coureur automobile autrichien                                           | 33  |        |